# Marion Palmer
Marion Palmer, född den 11 januari 1953 i Hammerfest i Norge är en norsk-samisk poet. Hon bor i Kvalsund i Finnmark fylke.
Marion Palmer växte upp i Kvalsund, Hammerfest och Trondheim. Hon arbetade under 14 år på Friogrill i Trondheim med att packa fiskpinnar. Hon har senare utbildat sig i humaniora på Høgskolen i Telemark.  Hon flyttade tillbaka till Kvalsund 1997.
Hon debuterade med diktsamlingen Alle pikene løper til vinduet. I Utsatte strøk  behandlar hon sin samiska bakgrund. År 2000 gjorde hon tillsammans med Mari Boine minimusikalen MariMarion, vilken skildrade deras samiska uppväxt.